# Horner Straße
Die Horner Straße B4 ist eine Landesstraße B und ehemalige Bundesstraße in Niederösterreich sowie Teil der Europastraße 49. Sie führt auf einer Länge von 74 Kilometern von Stockerau im Weinviertel über Horn nach Geras im Waldviertel.
In Verbindung mit der Donauufer Autobahn (A 22) stellt sie die wichtigste Verbindung zwischen Wien und dem Waldviertel dar. Ein markanter Punkt entlang der Strecke ist der Manhartsberg bei Maissau. Dieser war vor allem im Winter früher speziell von Fuhrwerkern und LKW-Fahrern gefürchtet, da hier oft Vorspann notwendig wurde oder  ein Schneekettenanlegen unvermeidlich war.
Ebenso markant ist die Teilstrecke zwischen Mödring und Pernegg, auf der auf einer Länge von 6,7 km 189 Höhenmeter überwunden werden. Das durchschnittlich 28 Promille steile Teilstück der Horner Straße schlängelt sich entlang des Mödring- (Taffa) und Aumühlbachs (Taffa) durch den streckenweise gebirgig anmutenden Pernegger Graben.
Die Strecke zwischen Stockerau und Horn stellt einen Teil der alten Reichsstraße von Wien nach Prag dar, deren wohl berühmtester Benützer Mozart auf der Reise nach Prag war. Heute verläuft über diesen Abschnitt die Europastraße 49, welche ab Horn über der Waldviertler Straße B2 ihre Fortsetzung in Richtung Tschechien findet.
Nordwestlich von Horn befindet sich eine sogenannte TOTSO-Kreuzung. Will man von Horn kommend in Richtung Geras auf der B4 weiterfahren muss man rechts abbiegen. Fährt man geradeaus weiter gelangt man über die Landesstraße L 8019 nach Irnfritz.
Ende Juni 2011 wurde auf der Strecke Stockerau – Horn ein Durchfahrverbot für Lastkraftwagen über 3,5 Tonnen erlassen.

## Geschichte
1834 besaß die Prager Reichsstraße neun Mautstationen in Schwarzbach, Schrems, Schwarzenau, Stegersbach, Göpfritz, Horn (an den beiden Stadttoren), Maissau und Weikersdorf, die der Staatskasse rund 16.000 Gulden einbrachten.
Die Horner Straße zwischen Stockerau und der Staatsgrenze bei Nagelberg gehörte zu den ehemaligen Reichsstraßen, die 1921 als Bundesstraßen übernommen wurden. Bis 1938 wurde die Horner Straße als B 3 bezeichnet, nach dem Anschluss Österreichs wurde die Horner Straße bis 1945 als Teil der Reichsstraße 170 geführt.
Die Horn-Drosendorfer Straße gehört zu den Straßen in Niederösterreich, die durch das Bundesgesetz vom 2. Juni 1954 zu Bundesstraßen erklärt wurden. Im Bundeshaushalt 1954 wurden 15.000.000 Schilling für den Ausbau dieser Straßen bereitgestellt.
Gemäß Bundesstraßengesetz von 1971 sollte die Waldviertler Schnellstraße S 3 die Horner Straße zwischen Horn und Nagelberg ersetzen. Deshalb führt die Horner Straße (B 4) seit 1972 nach Geras, während die ehemalige Strecke der Horner Straße zwischen Horn und Nagelberg seit 1999 Teil der Waldviertler Straße (B 2) ist.

### Ausbau (Chronologie, Auswahl)
- 1999 – Eröffnung Umfahrung Mörtersdorf
- 26. Oktober 2002 – Eröffnung Umfahrung Ziersdorf
- 17. Jänner 2005 – Eröffnung Umfahrung Mold
- 2. September 2007 – Eröffnung Umfahrung Seitzersdorf-Wolfpassing
- 7. Juni 2012 – Eröffnung Umfahrung Maissau

## Verlauf
Die Horner Straße fädelt – westlich von Stockerau – von der Weinviertler Schnellstraße im Donautal aus und gelangt nordwestlich bei Großweikersdorf ins weite Tal der Schmida, wo sie auch auf die Franz-Josefs-Bahn (Österreich) trifft. Bis nördlich von Ziersdorf verbleiben Eisenbahn und Straße, hernach wendet sich die Eisenbahn nordwärts Richtung Limberg – Eggenburg und die Horner Straße steigt bereits westlich davon an Maissau vorbei zum Manhartsberg auf. Über Mörtersdorf senkt sie sich dann wieder in das Horner Becken hinab, wo sie bei Horn auf die Waldviertler Straße trifft. Durch den Landstrich der Wild geht es dann hinauf entlang des tief eingekerbten Mödringbachs bis Pernegg, wo auf der Hochfläche des Waldviertels über Hötzelsdorf schließlich Geras und die Thayatal Straße erreicht wird.